# Anthony Shakir
Anthony "Shake" Shakir, som också är känd under smeknamnen Sequence 10 och Da Sampla, är en amerikansk technoproducent, mest känd för sina Detroit-techno-verk. Han började producera musik 1981.